# Bombo Ndir Fall
Bombo Ndir Fall   (Senegal) és una activista per la igualtat de drets, l'antiracisme i el feminisme senegalesa establerta durant 15 anys a Granollers, i després a Barcelona.
Al Senegal va treballar com a impulsora de cooperatives i donava classes de pintura, costura i treballs manuals amb la preocupació de potenciar l'autonomia de les dones. A finals de la dècada del 1990 va decidir traslladar-se a Espanya per buscar una vida millor, després de la mort de la seva filla de cinc anys de leucèmia i d'un divorci. Va arribar a Barcelona, embarassada, el 10 d'octubre de 1998.
La seva primera feina a Espanya va ser cuidar una persona amb Alzheimer. Va fundar el 2004 i des 2005 presideix l'Associació de Dones Immigrants Subsaharianes (ADIS), punt de trobada de dones migrants africanes a Catalunya, on fa de mediadora intercultural. El 2021 va fundar una escola feminista en reacció al que titlla de racisme institucional per la doble victimització de les dones i migrants.
El 2023, va rebre el reconeixement del Govern de Catalunya amb la Creu de Sant Jordi.